# 1734 Zhongolovich
1734 Zhongolovich (1928 TJ) là một tiểu hành tinh vành đai chính được phát hiện ngày 11 tháng 10 năm 1928 bởi G. Neujmin ở Simeis.